# Liste der Kreisstraßen im Kreis Borken
Die Liste der Kreisstraßen im Kreis Borken ist eine Auflistung der Kreisstraßen im Kreis Borken, Nordrhein-Westfalen.

## Abkürzungen
- K: Kreisstraße
- L: Landesstraße
- N: Rijksweg (NL) (ein- und zweistellige Zahlen) oder Provinciale weg (NL) (dreistellige Zahlen)

## Liste
Die Kreisstraßen behalten die ihnen zugewiesene Nummer innerhalb von Nordrhein-Westfalen auch bei einem Wechsel in einen anderen Kreis oder in eine kreisfreie Stadt. Nicht vorhandene bzw. nicht nachgewiesene Kreisstraßen werden in Kursivdruck gekennzeichnet, ebenso Straßen und Straßenabschnitte, die unabhängig vom Grund (Herabstufung zu einer Gemeindestraße oder Höherstufung) keine Kreisstraßen mehr sind.
Der Straßenverlauf wird in der Regel von Nord nach Süd und von West nach Ost angegeben.
| Nr.  | Verlauf |
| ---- | --- |
| K 1  | L 606 – Dreibörner – K 2 – L 604 – Bocholt – L 602 – L 572 – … – – L 611 – K 4 – Rhede – L 581                                                                |
| K 2  | L 606 – Staatsgrenze – (N 317 in der Provinz Gelderland, Niederlande) – Staatsgrenze – Suderwick – L 606 – K 1 – L 605 – Schüttenstein – Werth – /L 896       |
| K 3  | L 604/L 606 in Spork – Underhook – L 602 – Hemden – Barlo – L 505 – K 4 – Übbinghook – Vardingholt – L 572 – K 50 – Hoxfeld – L 581                           |
| K 4  | K 3 in Übbinghook – Rhede – L 572 – K 1 |
| K 5  | L 605 in Isselburg – |
| K 6  | in Weseke – K 40 – K 14 – – K 53 – Estern bei Gescher – L 608 – Gescher – K 49 – L 571 – K 49 – L 608                                                         |
| K 7  | L 581/L 600 in Borken –L 829 – Marbeck – Oskopp – Kreisgrenze – (K 7 im Kreis Recklinghausen)                                                                 |
| K 8  | Weseke – – K 50 – Borkenwirthe – L 600 in Gemenwirthe |
| K 11 | L 829 in Velen – Papendiek – Hendelshok – Reken – Illerhusen – L 829 in Heiden                                                                                |
| K 12 | L 600 in Heiden – L 829 – K 55 – Leblich – – Kreulkerhok – L 608 – Bahnhof Reken – K 31 – Hülsten – Riege – Maria Veen – K 48 – L 600                         |
| K 13 | (K 13 im Kreis Wesel) – Kreisgrenze – Westrich – L 607 – Erle – – Oestrich – Kreisgrenze – (K 13 im Kreis Recklinghausen)                                     |
| K 14 | – L 572 – Südlohn – K 53 – K 6 – – Holthausen – Bleking – K 40 in Ramsdorf                                                                                    |
| K 15 | – Nordvelen – L 581 in Velen |
| K 16 | (von der in den Niederlanden) – Staatsgrenze – Wennewick – K 18 – Ammeloe – K 19 – Kockelwick – L 608 in Vreden                                               |
| K 17 | (von der in den Niederlanden) – Staatsgrenze – Besslinghook – – Alstätte – K 22 – Averesch – K 20 – Wessum – Ahaus – L 560 – L 573                            |
| K 18 | L 608 in Zwillbrock – K 41 – Crosewick – K 16 – Ammeloe – Lünten – K 52 – K 23 – in Alstätte                                                                  |
| K 19 | K 16 in Ammeloe – – Antoniusheim – L 560 in Ottenstein |
| K 20 | L 560 in Averesch – Wessum – K 17 – K 63 – Wüllen – L 572 – Quantwick – Sabstätte – K 38 – Almsick – Stadtlohn – L 608 – L 572 – K 24 – Wenningfeld –         |
| K 21 | in Oeding – L 572 in Südlohn |
| K 22 | in Alstätte – K 17 – Hörsteloe – K 63 – Ottenstein – Lüntebusch – K 63 – Barle – L 572                                                                        |
| K 23 | K 18 in Lünten – – K 63 in Ottenstein |
| K 24 | (N 820 in der Provinz Gelderland, Niederlande) – Staatsgrenze – L 608 – Vreden – Großemast – Wenningfeld – K 20 – Stadtlohn – L 572 – L 608                   |
| K 25 | (von der N 731 in der Provinz Overijssel, Niederlande) – Staatsgrenze – Gronau – L 510 – L 572 – L 566 – L 560 in Graes                                       |
| K 26 | L 572 in Krommert – Kreisgrenze – (K 26 im Kreis Wesel) |
| K 27 | /L 604 in Mussum – Achterhook – (K 27 im Kreis Wesel) |
| K 28 | L 570 in Haverbeck – Schöppingen – L 579 – L 582 – Ramsberg – K 61 in Eissingort                                                                              |
| K 29 | K 33 in Legden – L 574 – K 61 in Asbeck |
| K 30 | L 571 – K 46 – Tungerloh-Capellen – in Tungerloh-Pröbsting |
| K 31 | K 12 in Bahnhof Reken – L 652 – Klein Reken – Kreisgrenze – (K 31 im Kreis Recklinghausen)                                                                    |
| K 32 | L 574 – L 570 – Gemen – Frettholt – K 43 – Asbeck – K 61 – Kreisgrenze – (K 32 im Kreis Coesfeld)                                                             |
| K 33 | L 608 in Stadtlohn – K 38 – Estern bei Stadtlohn – Büren bei Stadtlohn – K 35 – – Legden – K 29 – L 574 – Haulingort – Kreisgrenze – (K 33 im Kreis Coesfeld) |
| K 34 | L 571 in Gescher – K 49 – Büren bei Gescher – K 35 – Kreisgrenze – (K 34 im Kreis Coesfeld)                                                                   |
| K 35 | L 570 in Ahaus – Oberortwick – K 33 – K 34 in Büren bei Gescher                                                                                               |
| K 36 | L 570 in Schöppingen – Ebbinghoff – Tinge – K 62 – Kreisgrenze mit dem Kreis Steinfurt in der Mitte der Fahrbahn – (K 36 im Kreis Coesfeld)                   |
| K 37 | L 582 in Heven – K 62 – K 61 – Kreisgrenze – (K 37 im Kreis Coesfeld)                                                                                         |
| K 38 | K 20 in Almsick – Brinker – K 33 in Büren bei Stadtlohn |
| K 39 | in Rhedebrügge – L 896 – Homer – in Raesfeld |
| K 40 | L 600 in Burlo – Weseke – – K 8 – K 6 – Ramsdorf – K 14 – L 581                                                                                               |
| K 41 | K 18 in Crosewick – Ellewick – L 608 |
| K 43 | L 570 – Ramsberg – K 32 in Frettholt |
| K 44 | K 49 in Gescher – L 608 – – K 15 in Nordvelen |
| K 45 | – Uppermark – Wichum – in Heek – L 573 in Ahaus |
| K 46 | L 571 in Gescher – K 30 – Tungerloh-Capellen – (K 46 im Kreis Coesfeld)                                                                                       |
| K 47 | (L 42 in Niedersachsen) – Landesgrenze – Gronau – L 510 – L 574 in Epe                                                                                        |
| K 48 | (K 48 im Kreis Coesfeld) – Kreisgrenze – K 12 – Maria Veen – L 600 in Reken                                                                                   |
| K 49 | K 34 in Gescher – L 571 – K 44 – K 6 in Gescher |
| K 50 | K 8 – Borkenwirthe – L 600 – K 3 – Hoxfeld – – Westenborken – L 896 – Stenkamp – L 829 in Raesfeld                                                            |
| K 52 | K 18 in Lünten – |
| K 53 | L 572 in Südlohn – K 6 in Estern bei Gescher |
| K 55 | L 581 in Ramsdorf – – Dorfbauerschaft – K 57 – Heiden – L 829 – K 11 – L 600 – Leblich – Kreisgrenze – (K 55 im Kreis Recklinghausen)                         |
| K 57 | L 581 in Gemen – – K 55 in Heiden |
| K 58 | L 573 in Nienborg – Kallenbeck – Kreisgrenze – (K 58 im Kreis Steinfurt)                                                                                      |
| K 59 | L 574 in Epe – Füchte – L 573 – Kreisgrenze – (K 59 im Kreis Steinfurt)                                                                                       |
| K 61 | L 574 – K 29 – Asbeck – K 32 – Eissingort – K 28 – L 582 – K 62 – Kreisgrenze in der Fahrbahnmitte – K 67                                                     |
| K 62 | K 61 – K 37 – Eggerode – Tinge – K 36 – Kreisgrenze – (K 62 im Kreis Steinfurt)                                                                               |
| K 63 | K 20 in Wessum – Ottenstein – K 22 – K 23 – K 19 – Doemern – Vreden – K 22 – Doemern – K 22 – K 20 – L 570 in Ahaus                                           |
| K 64 | L 579 in Schöppingen – K 62 in Eggerode |

## Quelle
- Landesvermessungsamt Nordrhein-Westfalen, Kreiskarte Nr. 51: Kreis Borken